# Joachim Moritz
Joachim Moritz (* 21. November 1949 in Hannover) ist ein deutscher Jurist. Er war von 2001 bis 2015 Richter am Bundesfinanzhof.

## Leben und Wirken
Moritz trat nach Abschluss seiner juristischen Ausbildung 1976 in den Justizdienst des Landes Niedersachsen und war zunächst als Richter in der Zivilgerichtsbarkeit tätig. Während dieser Tätigkeit absolvierte er eine Traineeausbildung im Bankengewerbe. Im Oktober 1984 wechselte er an das Niedersächsische Finanzgericht in Hannover.
Nach seiner Ernennung zum Richter am Bundesfinanzhof im Oktober 2001 wies das Präsidium Moritz dem VIII. Senat zu, der bis Ende 2006 im Wesentlichen für die Besteuerung von Einkünften aus Kapitalvermögen und von gewerblich tätigen Personengesellschaften zuständig war und seit Anfang 2007 mit der Besteuerung von Einkünften aus Kapitalvermögen sowie der Besteuerung von selbständigen Einkünften natürlicher Personen und Personengesellschaften befasst ist. Moritz trat am 28. Februar 2015 in den Ruhestand.
Moritz war neben seiner Tätigkeit als Richter seit 1997 Lehrbeauftragter an der Universität Hannover.